# Who's That Guy
「Who's That Guy」（フーズ・ザット・ガイ）は、2015年3月18日に発売された及川光博のシングル。

## 解説
及川光博としては23枚目のシングルで、エイベックス（avex trax）への移籍後初のシングル。及川光博自身が黒井響一郎/仮面ライダー3号役として出演した『スーパーヒーロー大戦GP 仮面ライダー3号』および同役でゲスト出演した『手裏剣戦隊ニンニンジャーVS仮面ライダードライブ 春休み合体1時間スペシャル』の主題歌で、及川としては初の映画主題歌。

## 収録曲

### CD
1. Who’s That Guy
  - 作詞：藤林聖子 / 作曲・編曲：SAKOSHIN
2. Who’s That Guy（OrchestraVer） 〜時の流れ〜
3. Who’s That Guy（instrumental）